# Relaciones Somalia-Venezuela
Las relaciones Somalia-Venezuela se refieren a las relaciones internacionales que existen entre Somalia y Venezuela. Ambos países establecieron relaciones diplomáticas en 2005.

## Historia
Durante la primera presidencia de Rafael Caldera, entre 1969 y 1974, Venezuela concretó una visita oficial a Somalia.
Somalia y Uganda establecieron relaciones diplomáticas el 2 de mayo de 2005. En 2006 los países firmaron un contrato de asistencia económica no reembolsable.
En octubre de 2017 el presidente Nicolás Maduro expresó su condena y rechazo ante el atentado de Mogadiscio de ese mes. El 14 de enero de 2022, los cancilleres de Venezuela, Félix Plasencia, y de Somalia, Abdisaid Muse Ali, mantuvieron una conversación telefónica, y el 13 de marzo, durante el II Foro Diplomático de Antalya, Turquía, ambos funcionarios sostuvieron un encuentro.